# 第五個現代化 (魏京生)
第五个现代化指中國民運人士魏京生於1978年12月5日在北京西单民主墙签名的大字报，引發要求民主列為第五个现代化目標。該大字报呼吁中国共产党要求將民主加入工业、农业、科学技术和国防四个现代化，成為第五個现代化。
第五個現代化亦被稱為中华人民共和国人权運動的歷史案例。

## 時代背景
東亞區域發展的政治經濟學將魏京生的第五个现代化民主化要求和四五天安門事件、南韓的漢城之春及台灣的美麗島事件等歷史事件視為第三波浪潮。